# Мосальский, Фёдор Осипович
Князь Фёдор Осипович Мосальский (ум. после 1598) — голова и воевода во времена правления Ивана IV Васильевича Грозного и Фёдора Ивановича, устроитель города Козьмодемьянска.
Рюрикович в XX колене. Единственный сын князя и воеводы Осипа (Осифа, Иосифа) Дмитриевича Мосальского, записанного в 1551 году  в третью статью московских детей боярских, которым было велено отвести 100 четвертей земли для поселения в Московском уезде, в 1558 году годовал воеводою в Шацке, а в 1563 году написан в числе поручителей князя Воротынского в его верности.

## Биография

### Служба Ивану Грозному
В 1565-1584 годах входил в Земский двор.
В 1565 году воевода в Рыльске.
В 1566 году дворянин 2-й статьи, принимал участие в Земском соборе, на котором решался вопрос о продолжении войны с Польшей и было отказано полякам в перемирии.
В августе 1571 года подписался на поручной записи по боярам-поручителям по князю Ивану Фёдоровичу Мстиславскому в 230 рублей в его верности.
В 1578 году голова участвовал в походе к Смоленску.
В июне 1579 года голова в походе на Лифляндию.
В 1580 году сперва пятый воевода в Новгороде, а потом 4-й осадный воевода в Юрьеве-Ливонском, где упомянут в следующем году третьим воеводой.
В 1582 году воевода в Смоленске, а за разбитие под городом польско-литовских отрядов пожалован пол-золотым Угорским.
В 1583 году воевода в Галиче. В апреле этого же года получил приказание идти из Нижнего Новгорода по Волге, в плавных воеводах Сторожевого полка, в сход с князем Иваном Михайловичем Воротынским в Казанском походе и строил город Козьмодемьянск.
В 1584 году второй воевода Передового полка на берегу Оки у Калуги.

#### Служба Фёдору Ивановичу
В 1585 году в феврале воевода в Шацке и указано ему если крымцы пойдут на Мещерские места, Рязанские, Болховский или Белёвские места или попытаются переправиться через Оку, быть ему в сходе с бояриным князем Андреем Ивановичем Хворостининым. В мае этого же года на Мещере по "ногайским вестям" третий воевода Большого полка, а в сентябре послан вторым воеводою Передового полка в Белёве по "крымским вестям", и в октябре велено возвратиться в Калугу.
В сентябре 1586 года вновь воевода в Шацке.
В 1588 году второй воевода Передового полка плавной рати в Астраханском походе.
В 1593 году сходный воевода Сторожевого полка окраинных войск в походе из Ряжска с князем Тюфякиным.
В 1598 году воевода Воронежа.
По родословной росписи показан бездетным.